# التحالف العربي الإسرائيلي ضد إيران
التحالف العربي الإسرائيلي ضد إيران أو التحالف السني الإسرائيلي أو تحالف الشرق الأوسط الإستراتيجي، هو مجموعة تنسيق غير رسمية معادية لإيران في الشرق الأوسط، تمت رعايتها من قبل الولايات المتحدة. يجري التنسيق في ضوء المصالح الأمنية الإقليمية المتبادلة لإسرائيل والدول العربية السنية بقيادة المملكة العربية السعودية، ومواجهتها ضد المصالح الإيرانية في جميع أنحاء الشرق الأوسط.

## التأسيس
يُعتقد أن جذور التحالف قد بدأت منذ بداية الألفية الثالثة.
بحلول عام 2016، سعت دول مجلس التعاون الخليجي إلى تعزيز التعاون الاقتصادي والأمني مع إسرائيل، التي تشارك في نزاع بالوكالة مع إيران.
ظهر التحالف في عام 2017، بعد تدهور العلاقات بين إسرائيل ودول الخليج، وحظي باهتمام إعلامي واسع في ضوء مؤتمر وارسو في فبراير 2019.

## الأعضاء
بالإضافة إلى إسرائيل، يضم التحالف كلاّ من المملكة العربية السعودية والإمارات العربية المتحدة والبحرين وسلطنة عمان.